# دولت محلی گالیسیا
دولت محلی گالیسیا (گالیسی: Xunta de Galicia؛ ‏تلفظ گالیسیایی: [ˈʃuntɐ ðɪ ɣaˈliθjɐ]؛ خوانده می‌شود: شونتا دِ گالیسیا) هیئت تصمیم‌گیری جمعی دولت محلی و خودمختار گالیسیا است که از رئیس‌جمهور، معاونان رئیس‌جمهور و وزرای تخصصی (کُنسه‌یروس) تشکیل شده‌است.
مقر اصلی دولت محلی گالیسیا در شهر سانتیاگو ده کومپوستلا، پایتخت دولت گالیسیا قرار دارد. دولت محلی گالیسیا در چهار شهر مهم گالیسیا، لاکرونیا، پنتبدرا، اورنسه و لوگو هیئت‌ها و دفاتری دارد.